# Кубок Кар'яла (квітень) 2002
Кубок Кар'яла (квітень) 2002 — міжнародний хокейний турнір у Фінляндії в рамках Єврохокейтуру, проходив 18—21 квітня 2002 року у Гельсінкі та Стокгольмі.

## Результати та таблиця
| 1. | Фінляндія | ***      | 2:1 бул. | 2:1      | 6:3 | 3 | 2 | 1 | 0 | 0 | 10:5 | 8 |
| 2. | Росія     | 1:2 бул. | ***      | 3:2 бул. | 4:1 | 3 | 1 | 1 | 1 | 0 | 8:5  | 6 |
| 3. | Швеція    | 1:2      | 2:3 бул. | ***      | 4:2 | 3 | 1 | 0 | 1 | 1 | 7:7  | 4 |
| 4. | Чехія     | 3:6      | 1:4      | 2:4      | *** | 3 | 0 | 0 | 0 | 3 | 6:14 | 0 |

М — підсумкове місце, І — матчі, В — перемоги, ВО — перемога по булітах (овертаймі), ПО — поразка по булітах (овертаймі), П — поразки, Ш — закинуті та пропущені шайби, О — очки

## Найкращі гравці турніру
| Воротар  | Єгор Подомацький |
| Захисник | Том Койвісто     |
| Нападник | Тімо Пярссінен   |

## Команда усіх зірок
| Воротар  | Фредрік Норрена |
| Захисник | Пер Гедін       |
| Захисник | Том Койвісто    |
| Нападник | Валерій Карпов  |
| Нападник | Антті Аалто     |
| Нападник | Тімо Пярссінен  |